# Selmice
Selmice település Csehországban, a Pardubicei járásban. Selmice Trnávka, Chvaletice, Hlavečník, Labské Chrčice és Kladruby nad Labem településekkel határos. Lakosainak száma 136 fő (2024. január 1.).

## Népesség
A település lakosságának változását az alábbi diagram mutatja:
| Lakosok száma | 259  | 268  | 275  | 226  | 166  | 235  | 211  | 192  | 144  | 136  |
|               | 1869 | 1900 | 1921 | 1961 | 1980 | 2011 | 2016 | 2019 | 2021 | 2024 |